# Apha kantonensis
Apha kantonensis är en fjärilsart som beskrevs av Clayton Dissinger Mell 1929. Apha kantonensis ingår i släktet Apha och familjen Eupterotidae. Inga underarter finns listade i Catalogue of Life.